# Буковце (Лодзинське воєводство)
Буковце (пол. Bukowce) — село в Польщі, у гміні Понтнув Велюнського повіту Лодзинського воєводства.
У 1975-1998 роках село належало до Серадзького воєводства.